# René Hüssy
René Hüssy (Zurique, 19 de outubro de 1928 — 11 de março de 2007) foi um antigo futebolista e antigo seleccionador de futebol suíço.

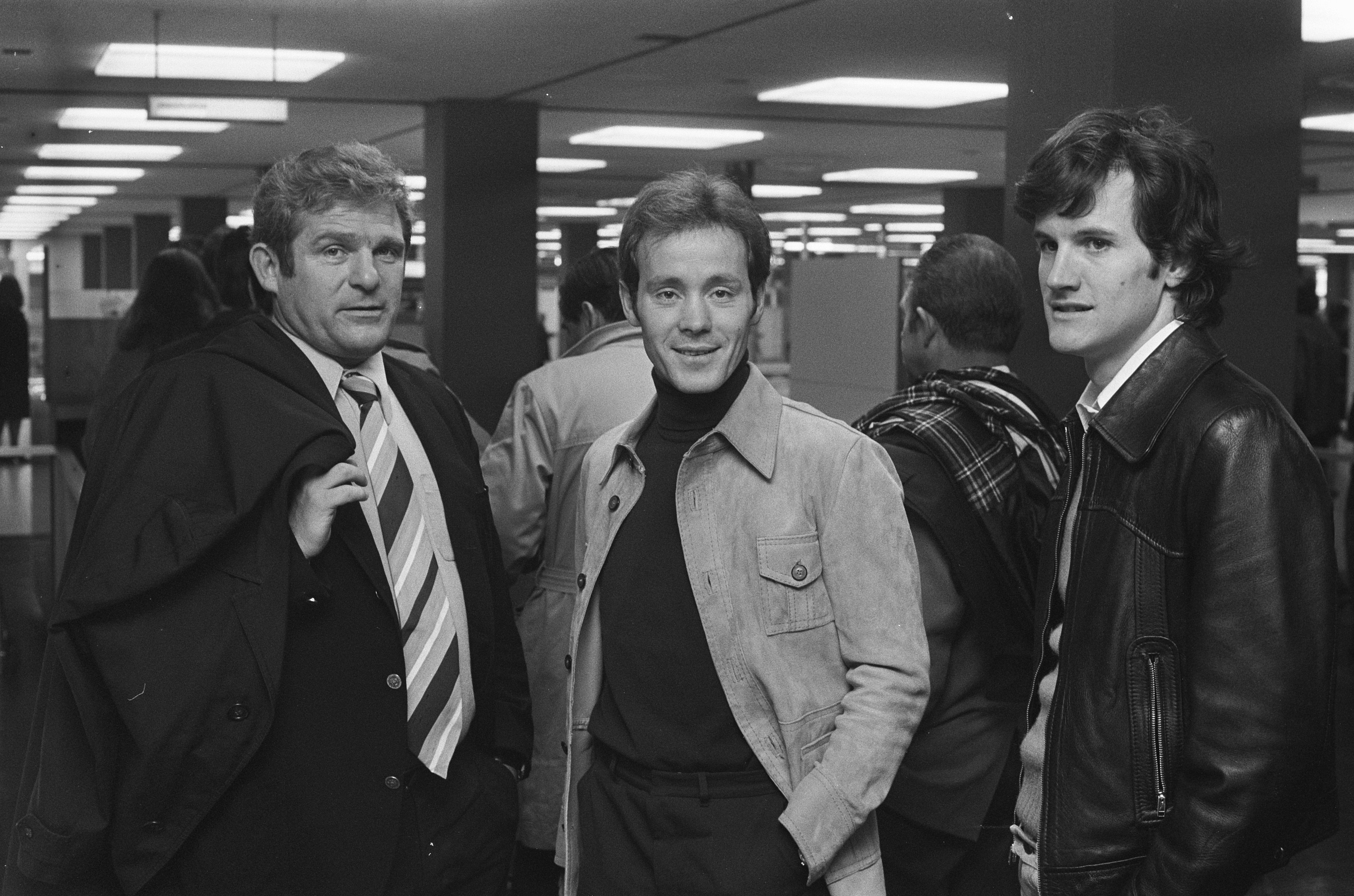
Hüssy, Kühn & Jeandupeux (1974)

Hüssy venceu, como jogador, três campeonatos e outras tantas "Taças da Suíça" com o Lausanne-Sports e o Grasshopper Club. 
Foi seleccionador da Suíça em dois períodos distintos. Primeiro, em 1970 e, depois, entre 1973 e 1976, tendo dirigido os helvéticos em 26 jogos. Orientou ainda as equipas do FC Winterthur (entre 1963 e 1970) e o Grasshopper (de 1971, ano em que ganhou a liga helvética, a 1973).

## Funcionário ilustre
Hüssy desempenhou ainda, durante três décadas, vários cargos nos principais organismos que tutelam o futebol, incluindo:
- Presidente-adjunto do Comité do Desenvolvimento técnico da UEFA.
- Ingressou na FIFA em 1997, como instrutor em programas de desenvolvimento.
- Membro do Comité Técnico da FIFA, de 1988 e 1990.
- Membro do Comité Organizador do Campeonato do Mundo de 1990 a 1998.
- Membro do painel de especialistas de estudos técnicos da FIFA entre 1982 e 1998.

Recebeu, do Presidente da FIFA, Joseph S. Blatter, a Ordem de Mérito da FIFA, em Maio de 2002 e faleceu aos 78 anos em consequência de doença prolongada.

## Palmarés (como jogador)
- Campeão suíço em 1951 com o FC Lausanne-Sport
- Campeão suíço em 1952 com o Grasshopper-Club Zürich
- Campeão suíço em 1956 com o Grasshopper-Club Zürich